# النشمات (أسلم)

تعديل مصدري - تعديل

النشمات هي إحدى قرى عزلة أسلم الشام بمديرية أسلم التابعة لمحافظة حجة، بلغ تعداد سكانها 179 نسمة حسب تعداد اليمن لعام 2004.